# Aleksandr Kurszew
Aleksandr Nikołajewicz Kurszew (ros. Александр Николаевич Куршев, ur. 13 maja 1902 we wsi Miedwiedica w guberni saratowskiej, zm. 9 listopada 1974 w Moskwie) – radziecki polityk, minister transportu samochodowego ZSRR (1952-1953).
Syn rosyjskiego ślusarza, od marca 1926 członek WKP(b), 1929 zaocznie skończył leningradzkie technikum rolnictwa przemysłowego, pracował jako ślusarz w fabryce i mechanik w sowchozie. Od lipca 1928 zastępca dyrektora sowchozu, od czerwca 1933 inżynier mechanizator obwodowego trustu zbożowego w Woroneżu, od stycznia 1936 zarządca obwodowego oddziału "Sojuzsowchoztrans" w Woroneżu, a od stycznia 1938 w Odessie. Od lutego 1939 zarządca Wszechzwiązkowego Biura "Sojuzawtotrans" Ludowego Komisariatu Sowchozów ZSRR, od stycznia 1941 ludowy komisarz/minister transportu samochodowego RFSRR, od listopada 1952 do marca 1953 minister przemysłu samochodowego ZSRR. Od marca do września 1953 zastępca ministra komunikacji drogowej ZSRR ds. transportu samochodowego i dróg szosowych, od września 1953 do stycznia 1955 I zastępca ministra transportu samochodowego i dróg szosowych ZSRR, od stycznia 1955 do czerwca 1956 minister transportu samochodowego i dróg szosowych RFSRR, następnie zastępca szefa tego ministerstwa, od kwietnia 1959 na emeryturze. Deputowany do Rady Najwyższej RFSRR od 2 do 4 kadencji. Odznaczony Orderem Wojny Ojczyźnianej I klasy i Orderem Czerwonego Sztandaru Pracy.